# Jay'Ton
Jay'Ton (справжнє ім'я Джонатан Стін) — американський репер, молодший брат Trae. Є учасником Second Generation Assholes (також відомі як SGA Mafia), гурту до якого також входять Trae з Assholes by Nature, Boss, Pyrexx, Rod-C та ін.

## Дискографія

### Мікстейпи
- 2010: Got It by tha Ton

### У складі S.L.A.B.
- ?: S.L.A.B. Vol. 1
- 2002: Screenz On
- 2002: Vol. 2 Slow Loud and Bangin'
- 2003: S.L.A.B. Vol. 3
- 2004: S.L.A.B. Vol. 4
- 2005: 4.5 «Plex»
- 2005: The Anthem
- 2006: 7 Years and Runnin'

### У складі SGA
- 2009: New Breed